# Harry Maiorovici
Harry Maiorovici (n. 6 septembrie 1918, Sighetu Marmației – d. 22 august 2000, Cluj-Napoca) a  fost un compozitor român de etnie evreiască, de muzică de film.

## Viața și activitatea
Născut într-o familie modestă de evrei din Sighetu Marmației, în 1938 pleacă pe jos la Viena să studieze muzica. Absolvent la Kinder Konservatorium (Viena, 1938). A debutat în cinema în 1937, compunând partitura muzicală pentru Emigranții de Michael Patron. În 1938 revine în Cluj și se înscrie la Conservatorul de Muzică. În anii Holocaustului, este dus la muncă forțată și apoi în lagărul de la Meidling, de unde se întoarce la Cluj în anul 1945. Introdus în lumea filmului de către regizorul Savel Știopul, al cărui colaborator rămâne.
Este unul dintre compozitorii apreciați, care a scris muzica la peste 100 de filme de scurt și lungmetraj. (Noul Cinema nr. 3/1992). Dintre acestea: Moartea căprioarei, după poemul omonim de Nicolae Labiș, regia Cristu Polucsis, 1969), Falansterul (regia Savel Știopul, 1979).

## Filmografie (selectivă)

### Muzică de film
- Amintirea unei artiste (scurtmetraj documentar, 1956)
- Cu fața spre public (scurtmetraj documentar, 1956)
- Flăcăul și focul (scurtmetraj, 1960)
- Ultima noapte a copilăriei (film artistic, 1968)
- Moartea căprioarei (scurtmetraj artistic, 1969)
- Asediul (film artistic, 1971)
- Aventuri la Marea Neagră (film artistic, 1972)
- Puiul (scurtmetraj de animație, 1973)
- Agentul straniu (film artistic, 1974) - în colaborare cu Edmond Deda
- Ultimele zile ale verii (film artistic, 1976)
- Legenda (scurtmetraj de animație, 1978)
- Falansterul (film artistic, 1979)
- Principiul lanului (scurtmetraj de animație, 1979)
- Teoria chibiritului (scurtmetraj de animație, 1981)

## Premii
- 1970, Moartea căprioarei, Festivalul de la Veneția, Marele premiu pentru coloana sonoră
- 1972, Ultima noapte a copilăriei, Festivalul de la Cracovia, Marele premiu pentru coloana sonoră
- 1993, cetățean de onoare al municipiului Cluj-Napoca